# Larry Van Kriedt

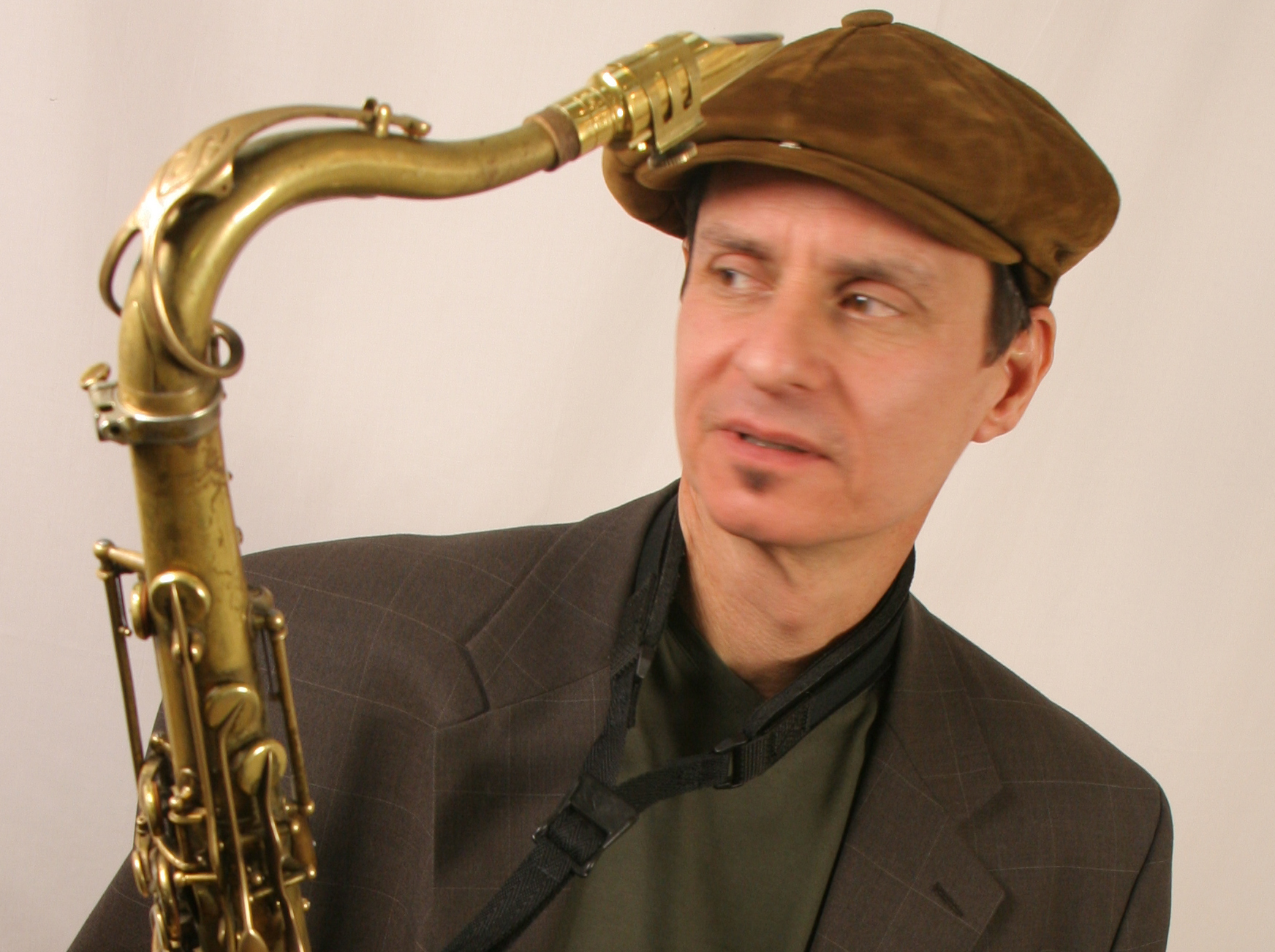
Larry Van Kriedt (2006)

Larry Van Kriedt (* 4. Juli 1954 in Kalifornien, USA) ist ein US-amerikanischer Musiker. Bekannt wurde er als der erste Bassist der australischen Hard-Rock-Band AC/DC, die im Jahr 1973 von Malcolm Young gegründet wurde. Er spielt, außer dem Bass, noch andere Instrumente, wie das Saxophon.

## Biographie

### Frühes Leben
Larry Van Kriedt ist in eine musikalische Familie hineingeboren worden, die zur damaligen Zeit in San Francisco lebte. Sein Vater, David Van Kriedt, war ein bekannter Jazz-Musiker. Ein großer Bestandteil seines Lebens ist die Musik. So begann er schon mit neun Jahren Kontrabass zu spielen. Mit zwölf Jahren folgte die Gitarre. Im Alter von 15 Jahren fing er an zu singen und Saxophon zu spielen. Er studierte Jazz, Harmonielehre, Komponieren und musikalische Arrangements bei seinem Vater.
Im Jahre 1969, mit 15 Jahren, zog Van Kriedt mit seiner Familie nach Sydney, Australien. Dort traf er kurz nach seiner Ankunft auf Angus Young. Dieser brachte ihn zu einem Vorspiel zu Malcolm Young, der die Band AC/DC gründen wollte. Nachdem er erfolgreich vorgespielt hat, wurde er Bassist und eines der Gründungsmitglieder von AC/DC.

### Mit AC/DC
Kriedt war nur vier Monate bei AC/DC, da er im Februar 1974 durch Neil Smith ersetzt wurde. Allerdings trat er bei einigen, frühen Club-Auftritten hin und wieder mit auf, da sein Nachfolger des Öfteren verhindert war. Seine endgültige Ersetzung folgte dann durch Rob Bailey.

### Nach AC/DC
Nach der kurzen Zeit mit AC/DC experimentierte er mit verschiedenen Musikstilen als Musiker und Produzent. Von 1997 bis 1999 lebte er in Marokko, wo er öfter Auftritte in Radios und kleinen TV-Shows hatte. Heute ist Van Kriedt als Jazz-Musiker tätig.
Im Jahre 2007 arbeitete Van Kriedt mit Paul Agbakoba, unter dem Namen The LPs, zusammen.